# Calyptranthes monocarpa
Calyptranthes monocarpa är en myrtenväxtart som beskrevs av Ignatz Urban. Calyptranthes monocarpa ingår i släktet Calyptranthes och familjen myrtenväxter. Inga underarter finns listade i Catalogue of Life.